# Lista över figurer i Hellboy
Detta är en lista över fiktiva rollfigurer i serien Hellboy.

## Byrån för Paranormal Forskning och Försvar

### Trevor Bruttenholm
Professor Trevor Bruttenholm var medlem i the British Paranormal Society. Under andra världskriget var han rådgivare åt USA:s president Franklin D. Roosevelt när det, mot slutet av kriget, stod klart för de allierade att nazisterna försökte använda sig av ockulta experiment för att vända stridslyckan. Projekt Ragna Rok under ledning av den mystiske Rasputin genomfördes den 23 december 1944 utanför Englands kust och frammanade en ung demon. Demonen uppenbarade sig dock inte på samma plats som experimentet genomfördes utan hamnade hos de allierade och togs om hand av Bruttenholm som gav demonen namnet 'Hellboy'.
Bruttenholm och Hellboy utvecklade starka band som mellan far och son. Båda två anslöt sig till den amerikanska regeringens nystartade Byrån för Paranormal Forskning och Försvar där de arbetade tätt tillsammans för att bekämpa paranormala hot mot världen. Bruttenholm pensionerade sig med tiden från Byrån och återgick till fältarbete.
En åldrande Bruttenholm försvann 1992 under the Cavendish expedition till Arktis. 1994 dök han upp vid liv men mycket skärrad. Bruttenholm kontaktade då Hellboy men innan han hunnit förklara sig blev han dödad av ett 'grodmonster', det första av tusentals som Byrån skulle stöta på.

### Hellboy
Hellboy är en demon som frammanades av nazisterna under slutet av 1944 under ledning av den onde Rasputin. Hellboy hamnar dock i händerna på alliansen som tar med honom till USA där han växer upp på en militärbas. Vid vuxen ålder börjar Hellboy jobba som agent åt Byrån för Paranormal Forskning och Försvar.

### Abe Sapien
Abrahan "Abe" Sapien är något av en amfibie-man, han kan andas under vatten.
Abe hittas i en vattenfylld behållare på ett sjukhus i Washington D.C.. Namnet Abraham kom från en bit papper som satt fast på behållaren, Abraham Lincolns dödsdag (14 april 1865).
Abe arbetar som agent åt Byrån för Paranormal Forskning och Försvar, ofta tillsammans med Hellboy och Liz Sherman.
I Seed of Destruction blir Abe besatt av anden från en sedan länge död valfångare vid namn Elihu Cavendish och kastar en harpun som dödar den galna munken Grigori Rasputin och tillintetgör dennes planer på att släppa ut demonen Ogdru Jahad för att förgöra världen. I nästa serie, Wake the Devil varnar Rasputins ande Abe att han kommer att spetsas till döds, precis som Rasputin.

### Liz Sherman
Liz Sherman föddes i Kansas City, Kansas, 15 april 1962. Liz var ett normalt barn tills hennes pyrokinetiska förmågor började visa sig runt hennes elfte födelsedag. Utbrottet dödade hennes familj och förstörde ett helt kvarter, sammanlagt 32 döda inklusive tre brandmän. Enligt Liz fil var hennes senaste okontrollerade utbrott 4 juli 1984.
Liz togs om hand av Byrån för Paranormal Forskning och Försvar och lärde sig där att, till viss del, kontrollera sin kraft. Hon jobbar ofta med Hellboy och Abe Sapien. Hennes barndomstrauma har gjort henne bitter och hon har vid ett flertal tillfällen lämnat Byrån men alltid återvänt, förmodligen för att det är det närmaste en familj hon har.

## Fiender
- Vladimir Giurescu
- Ilsa Haupstein
- Herman von Klempt
- Karl Ruprect Kroenen
- Klaus Werner von Krupt
- Leopold Kurtz
- Hecate
- Baba Yaga
- Koschei
- Ogdru Jahad
- Bog Roosh
- Nimue
- Gruagach

### Grigori Rasputin
Rasputin är den stora fienden i Hellboy och är baserad på den ryske mystikern med samma namn, se Grigori Rasputin.

#### Biografi
Efter att ha utsatts för ett mordförsök 1916 i Ryssland där han förgiftades, sköts och slutligen sänktes ner i iskalla Neva kontaktades Rasputin av Ogdru Jahad som förklarade för honom att det var hans öde att framkalla mänsklighetens undergång. En tid därefter kontaktades han av nazisterna för att delta i deras domedagsprojekt. Rasputin utnyttjade detta till sin egen fördel och detta resulerade i Projekt Ragna Rok som sände Hellboy till jorden.

### Roderick Zinco
Roderick Zinco var en rik affärsman som hjälpte Rasputin och nazisterna i Hellboy:Wake the Devil.